# コゲ犬
コゲ犬(コゲいぬ、1983年2月21日 - )とは、日本の男性歌手、バーチャルYouTuber。福岡県出身。

## 人物
男性にしてはやや高く中性的な歌声が人気を博している。
名前の由来は、自分の本名を2回書き間違えたことから。
趣味は歌うこと・ゲーム・ライトノベル。ゲームの中ではRPGやシミュレーションが好き。
「犬」が名前に含まれており自身も犬の擬人化のような風貌をしているが、好きな動物は猫である。
2015年まではvip店長、96猫と共に「犬猫店長(チームペットショップ)」というユニットを組み、この3人で歌ってみたの活動を行っていた時期もあった。

## 来歴
- 2007年　ニコニコ動画での歌ってみた活動を開始。
- 2011年　アニメイトTVの企画「戦国BAND 真田幸村編」に参加。[4]同年には同人サークルMOVE ON Entertainment(MOE)を結成。横浜で初ライブを行い、コミックマーケットにも参加した。
- 2013年　ドラマCD「聖Smiley学園シリーズ」に参加。生徒会運動部部長の犬飼一役を担当する。[5]
- 2018年　バーチャルYouTuberとしての活動を開始する。